# Natalio Chabanel
San Natalio Chabanel (Saugues, Haute-Loire, Francia, 2 de febrero de 1613- Midland, Ontario, Canadá, 8 de diciembre de 1649) (en francés Noël Chabanel) fue un santo, presbítero y mártir jesuita.

## Biografía
Chabanel entró en el Noviciado Jesuita de Toulouse a los 17 años y fue profesor de Retórica en varios colegios jesuitas. Era muy estimado por sus virtudes y por su aprendizaje. En 1643 fue enviado a Nueva Francia junto con los sacerdotes Leonard Garreau y Gabriel Druillettes. Aunque había estudiado la lengua algoquina durante un tiempo, no la conocía mucho. Fue escogido para la Misión de Sainte-Marie, con los hurones. Estuvo acompañado en este apostolado por Charles Garnier.
Como sintió una fuerte repugnancia por la vida y los hábitos de los hurones, y temió que pudiera resultar en que se retirara del trabajo, se comprometió a sí mismo a no abandonar nunca la misión, excepto bajo obediencia. Chabanel fue enviado para ayudar a Jean de Brébeuf en la Misión de St. Louis (cerca del actual pueblo de Victoria Harbour), pero fue reemplazado en febrero de 1649 por Gabriel Lalemant. Chabanel fue enviado para ayudar a Charles Garnier entre los tionontatis. Un mes después, Brébeuf y Lalemant fueron capturados en un ataque iroqués en la Misión de St. Louis y llevados a la cercana Misión de St. Ignace II, donde fueron asesinados.
Después de la muerte de Brébeuf y Lalement, los jesuitas decidieron abandonar la Misión de Sainte-Marie entre los Hurones y quemaron el lugar ante el riesgo de que fuese profanado o conquistado por los iroqueses. A comienzos de diciembre de 1649, Chabanel recibió instrucciones de ir a la Isla de St. Joseph, a donde se habían trasladado temporalmente los de St. Marys para el invierno. Viajó al norte a la Misión de St. Matthias y luego, el 7 de diciembre, se dirigió hacia el este hasta llegar al río Nottawasaga, donde él y sus guías se separaron al acercarse a una incursión iroquesa. Se informó que fue encontrado por un hurón, llamado Luis Honarreennha, quien se ofreció a llevarlo al otro lado del río. Chabanel nunca llegó a la Isla de St. Joseph.
Chabanel fue asesinado a puñaladas el 8 de diciembre de 1649 por un Luis Honarreennha y arrojado al río Nottawasaga, a los ocho días se encontró el cadáver del Santo flotando en la Rivera de la isla de St. Joseph.  El sacerdote Paul Ragueneau, superior provincial, señaló que se sabía que Honarreennha había difundido el falso rumor de que los franceses habían traicionado a los hurones y que habían hecho un tratado secreto con los iroqueses y que luego había admitido haber asesinado a Chabanel.

## Compañeros Mártires
- Juan de Brébeuf
- Isaac Jogues
- Natalio Chabanel
- Gabriel Lalemant
- Antonio Daniel
- Renato Goupil
- Carlos Garnier
- Juan de Lalande